# Maritoni Fernandez
Pour les articles homonymes, voir Fernández.
Maritoni Fernandez, née Antonita Maria Carmen Fernandez Moynihan le 31 mars 1969, est une actrice, mannequin et entrepreneur britanno-philippine.

## Biographie
Maritoni Fernabdez est la fille d'une mère philippine et de Antony Moynihan (en), un pair anglais ayant des origines irlandaises. Elle est la nièce de Colin Moynihan, l'ancien directeur de l'Association olympique britannique. Durant son enfance, elle est élevée par sa grand-mère à York, en Angleterre, avant de s'installer aux Philippines avec son père, qui devient restaurateur et critique culinaire accompli à Manille dans les années 1980 et se lie d'amitié avec le président philippin Ferdinand Marcos.
Elle est la mère de l'actrice Lexi Fernandez (en), qui travaille pour GMA Network. Le 10 septembre 2016, sa sœur, Maria Aurora Moynihan, est tuée aux Philippines,,.

## Carrière
Adulte, elle devient mannequin de publicité et actrice aux Philippines, sous le pseudonyme Maritoni Fernandez. Elle connaît un grand succès sur grand écrans en jouant dans plusieurs films aux côtés de Fernando Poe Jr ainsi que dans le long-métrage Nos années sauvages du réalisateur hongkongais Wong Kar-wai.
Le jour de son 30e anniversaire, on lui diagnostique un cancer du sein de stade 2. Plus tard, elle subit une lumpectomie aux États-Unis. Une fois en rémission, elle devient une porte-parole des survivantes du cancer du sein aux Philippines et à l'étranger. 
Maritoni Fernandez est la fondatrice et propriétaire de la Herb-All Organic Trading Corporation, une entreprise fabricant d'additifs alimentaires spécialisée la poudre de jeune orge et autres additifs naturels. En parallèle de son activité de mannequin de publicité et d'actrice de soap opera pour de grands réseaux de télévision philippins, Maritoni Fernandez travaille aussi pour Simple Thoughts, un service de livraison de fleurs par texto Bella Regalo, RSVP Event Planning and Design et Just Desserts.
Maritoni Fernandez vit avec ses enfants à Makati, dans le Grand Manille et  est membre de ICanServe Foundation (en).

## Filmographie

### À la télévision
| Année     | Titre                               | Rôle                                    | Notes                           | Réseau de diffusion |
| 2018      | Victor Magtanggol                   | Alice Regalado                          | rôle secondaire                 | GMA Network         |
| 2016      | Pepito Manaloto                     | Gigi                                    | actrice invitée dans un épisode | GMA Network         |
| 2016      | That's My Amboy                     | Alicia Ford                             | rôle secondaire                 | GMA Network         |
| 2013      | Prinsesa ng Buhay Ko                | Tess de Leon                            | rôle secondaire                 | GMA Network         |
| 2013      | Magpakailanman: Ligaw na Diyosa     | Doctora                                 | 1 épisode                       | GMA Network         |
| 2012-2013 | Paroa: Ang Kuwento ni Mariposa      | Belen Sarmiento                         | rôle secondaire/antagoniste     | GMA Network         |
| 2012      | A Beautiful Affair                  | Evelyn Saavedra                         | participation exceptionnelle    | ABS-CBN             |
| 2012      | Legacy                              | Anna Marie Leviste                      | rôle secondaire/antagoniste     | GMA Network         |
| 2011      | Elena M. Patron's Blusang Itim      | Victoria Soriano                        |                                 | GMA Network         |
| 2010      | Langit sa Piling Mo                 | Gloria Hilario                          | rôle secondaire                 | GMA Network         |
| 2009-2010 | Ikaw Sana                           | Loreta Reyes-Montemayor                 | rôle secondaire/antagoniste     | GMA Network         |
| 2009      | Sine Novela: Dapat Ka Bang Mahalin? | Donya Connie « Mlle Constance » Sanchez | rôle secondaire/antagoniste     | GMA Network         |
| 2008      | Lobo                                | Dr Vivian Lee                           |                                 | ABS-CBN             |
| 2006      | Pinakamamahal                       | Marikrissa Padua                        | rôle principal/antagoniste      | GMA Network         |
| 2006      | Carlo J. Caparas' Bakekang          | Elsa                                    | invitée                         | GMA Network         |
| 2003      | It Might Be You                     | Frida Montegracia-Trinidad              | rôle secondaire/antagoniste     | ABS-CBN             |
| 2003      | Darating ang Umaga                  | Fiona                                   | rôle secondaire                 | ABS-CBN             |
| 1996      | Anna Karenina                       | Ruth Monteclaro                         | rôle secondaire/antagoniste     | GMA Network         |

### Au cinéma
- 2017 : Unexpectedly Yours : Rachel
- 2003 : You and Me Against the World : Celine Guerrero
- 2000 : Ang Dalubhasa
- 1997 : Bridesmaids
- 1996 : Dyesebel : Dyangga
- 1993 : Padre Amante Guerrero (1993) : Vanessa
- 1990 : Student Body
- 1990 : Days of Being Wild